# 包皮黏膜
阴茎包皮粘膜是指包皮内侧的上皮，为了区别于包皮外侧的皮肤，它有时被称为内粘膜。它的範圍从包皮的脊带开始，一直延伸到冠状沟（位於龟头后面），在那里它与龟头和阴茎头的上皮相接。包皮黏膜處不生長毛髮。